# بالاتسو روتشيلاي

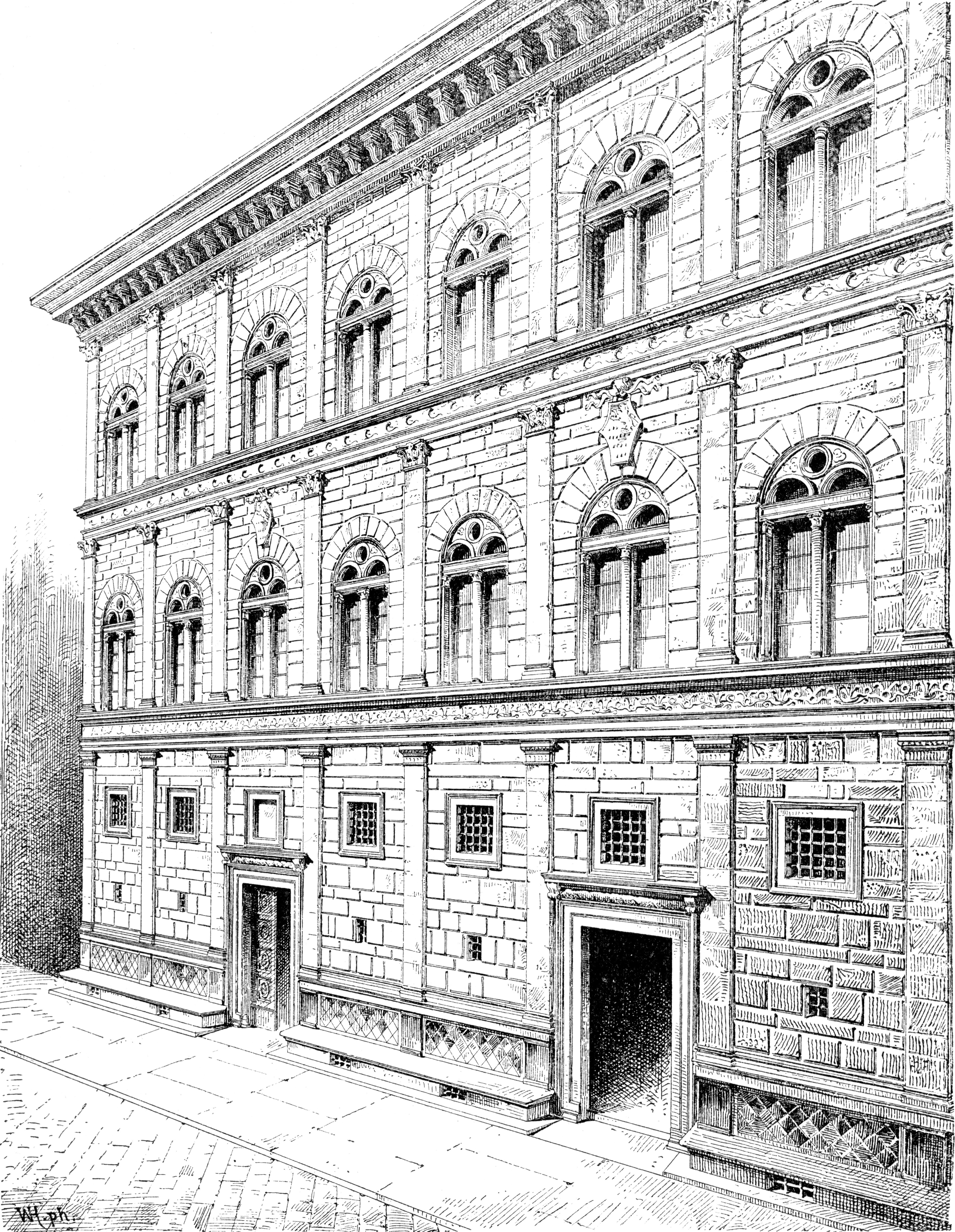
بالاتسو روتشيلاي

بالاتسو روتشيلاي (بالإيطالية: Palazzo Rucellai)‏ هو قصر فخم من القرن الخامس عشر في فيا ديلا فينيا نوفا في فلورنسا في إيطاليا. يعتقد أغلب الباحثون أن القصر من تصميم ليون باتيستا ألبرتي بين 1446 و 1451 ونفذه ولو جزئيًا برناردو روسيلينو. كانت واجهة المبنى إحدى أولى المباني التي تتبنى أسلوب النهضة المعماري عى أساس استخدام الأعمدة والأسطح المعمدة في علاقة متناسبة مع بعضها البعض.